# Coupe des Pays-Bas de football 1929-1930
Navigation
Coupe des Pays-Bas 1927-1928 Coupe des Pays-Bas 1931-1932
La Coupe des Pays-Bas de football 1929-1930, nommée la KNVB Beker, est la 27e édition de la Coupe des Pays-Bas. La compétition commence le 16 mars 1930 et se termine le 15 juin 1930, date de la finale qui se dispute à Het Kasteel à Rotterdam.
Elle a été remportée le 15 juin 1930 par Feijenoord contre Excelsior, ce qui constitue le premier succès de Feyenoord dans cette compétition.

## Déroulement de la compétition
Tous les tours se jouent en élimination directe. À chaque tour, un tirage au sort est effectué pour déterminer les adversaires.

## Résultats

### Demi-finales
| Date        | Club      | Résultat | Club       |
| ----------- | --------- | -------- | ---------- |
| 4 juin 1930 | Ajax      | 1 - 2    | Feijenoord |
| 7 juin 1930 | Excelsior | 5 - 2    | NAC        |

### Finale
La finale se joue le 15 juin 1930 à Het Kasteel à Rotterdam, par une forte température. En première mi-temps, Feijenoord domine Excelsior qui est acculé en défense et ne peut procéder qu'en contre-attaque. Jaap Barendregt manque deux fois d'ouvrir le score avant d'inscrire l'unique but de la rencontre à la 35e minute. En deuxième mi-temps Excelsior joue mieux, mais le jeu s'avère être parfois brutal et les fautes se multiplient. À la suite d'une collision, Van der Ende doit sortir, remplacé par Van den Bergen. Excelsior accule alors Feijenoord en défense dans le dernier quart d'heure, et touche deux fois les montants sur une même action. À la fin du match, le président de la KNVB, J.W. Kips, salue cette finale 100% rotterdamoise comme une preuve de la « force du football de Rotterdam ».
| Feijenoord · |                 |  |
| Titulaires : |                 |  |
|              |                 |  |
| G            | Adri van Male   |  |
| DG           | Kees van Dijke  |  |
| DD           | Janus Bul       |  |
| MG           | Joop van Ooijen |  |
| MC           | Bas Paauwe      |  |
| MD           | Jaap Paauwe     |  |
| AG           | Piet Burg       |  |
| IG           | Puck van Heel   |  |
| AC           | Wim Groenendijk |  |
| ID           | Jaap Barendregt |  |
| AD           | Alli Hendriks   |  |
|              |                 |  |

| Excelsior ·   |                |     |
| Titulaires :  |                |     |
|               |                |     |
| G             | Brend          |     |
| DG            | Hoogesteeger   |     |
| DD            | Pols           |     |
| MG            | Formenoy       |     |
| MC            | Grobbe         |     |
| MD            | Smaal          |     |
| AG            | Taffijn        |     |
| IG            | Mont           |     |
| AC            | Stolk          |     |
| ID            | Van der Ende   | 70e |
| AD            | Manssen        |     |
|               |                |     |
| Remplaçants : |                |     |
| MG            | Van den Bergen | 70e |
|               |                |     |

| Feijenoord · |                 |  |
| Titulaires : |                 |  |
|              |                 |  |
| G            | Adri van Male   |  |
| DG           | Kees van Dijke  |  |
| DD           | Janus Bul       |  |
| MG           | Joop van Ooijen |  |
| MC           | Bas Paauwe      |  |
| MD           | Jaap Paauwe     |  |
| AG           | Piet Burg       |  |
| IG           | Puck van Heel   |  |
| AC           | Wim Groenendijk |  |
| ID           | Jaap Barendregt |  |
| AD           | Alli Hendriks   |  |
|              |                 |  |

| Excelsior ·   |                |     |
| Titulaires :  |                |     |
|               |                |     |
| G             | Brend          |     |
| DG            | Hoogesteeger   |     |
| DD            | Pols           |     |
| MG            | Formenoy       |     |
| MC            | Grobbe         |     |
| MD            | Smaal          |     |
| AG            | Taffijn        |     |
| IG            | Mont           |     |
| AC            | Stolk          |     |
| ID            | Van der Ende   | 70e |
| AD            | Manssen        |     |
|               |                |     |
| Remplaçants : |                |     |
| MG            | Van den Bergen | 70e |
|               |                |     |